# Primate inferioare
Primatele inferioare sunt primate slab dezvoltate, de dimensiuni foarte mici sau mijlocii. Ei trăiesc în Asia și Africa tropicală. La exterior, seamănă cu animale de pradă mici. Din această familie fac parte lemurienii, galago și loris.  